# سكوت ماي
سكوت ماي (بالإنجليزية: Scott May)‏ مواليد 19 مارس 1954 في ساندوسكي، هو لاعب كرة سلة أمريكي معتزل. بدأ مسيرته الاحترافية في سنة 1976. تم اختياره من قبل فريق شيكاغو بولز خلال الدرافت. يبلغ طوله 6 قدم 7 بوصة (2.0 م). شارك في دورة الألعاب الأولمبية الصيفية سنة 1976. اعتزل اللعب في 1988.

## المسيرة الاحترافية
لعب مع شيكاغو بولز من سنة 1976 إلى 1981، ثم لعب مع ميلووكي باكز في موسم 1981–1982، ثم لعب مع ديترويت بيستونز في سنة 1982، ثم لعب مع فيرتوس روما في الدوري الإيطالي في سنة 1986.

## الميداليات
| الميدالية | المسابقة                       |
| --------- | ------------------------------ |
| ذهبية     | الألعاب الأولمبية الصيفية 1976 |

## روابط خارجية
- سكوت ماي على موقع الاتحاد الدولي لكرة السلة (الإنجليزية)
- سكوت ماي على موقع إن بي أي (الإنجليزية)
- سكوت ماي على موقع سبورتس رفرنس (الإنجليزية)
- سكوت ماي على موقع كلية كرة السلة في سبورتس رفرنس.كوم (الإنجليزية)
- سكوت ماي على موقع ريلجم (الإنجليزية)
- سكوت ماي على موقع بروبوليرز (الإنجليزية)
- سكوت ماي على موقع قاعة المشاهير الجامعة الوطنية لكرة السلة (الإنجليزية)
- سكوت ماي على موقع سبورتس رفرنس (الإنجليزية)
- سكوت ماي على موقع أوليمبيديا (الإنجليزية)